# Katy Sexton
Katy Sexton (Portsmouth, 21 luglio 1982) è una nuotatrice britannica.
Specializzata nel dorso ha partecipato alle Olimpiadi di Sydney 2000 e Atene 2004.

## Palmarès
- Mondiali

Barcellona 2003: oro nei 200m dorso e argento nei 100m dorso.
- Europei

Istanbul 1999: bronzo nella 4x100m misti.
- Europei in vasca corta

Lisbona 1999: bronzo nella 4x50m misti.
Valencia 2000: argento nei 100m dorso.
- Giochi del Commonwealth

Kuala Lumpur 1998: oro nei 200m dorso.
Manchester 2002: bronzo nei 200m dorso.